# Czarodziejski flet (KV 620)
Czarodziejski flet (Die Zauberflöte, KV 620) – dwuaktowa opera (ściślej singspiel) z niemieckim librettem Emanuela Schikanedera i muzyką Wolfganga Amadeusa Mozarta. Prapremiera odbyła się 30 września 1791 w Theater im Freihaus auf der Wieden, zwanym teatrem Schikanedera.
Zgodnie z chronologią wystawień Czarodziejski flet jest ostatnią operą Mozarta (Łaskawość Tytusa nosi kolejny numer KV, natomiast premiera odbyła się wcześniej). Libretto, wykorzystujące wolnomularską symbolikę, ukazuje pełną fantastycznych przygód historię wędrówki i miłości młodego księcia, który pragnie zdobyć rękę ukochanej dziewczyny. Razem przechodzą przez wielorakie próby, by poznać prawdę i dostąpić wtajemniczenia. Tytułowy instrument ma chronić bohatera przed czyhającymi na niego niebezpieczeństwami. Ostatecznie w finale zło zostaje pokonane, a wiedza i dobro zwyciężają. Czarodziejski flet od dnia prapremiery cieszył się u publiczności wielkim powodzeniem i do dzisiaj uchodzi za jedną z najpopularniejszych oper Mozarta.

## Osoby
| Rola                               | Prapremierowi wykonawcy (dyrygent Wolfgang Amadeus Mozart) |
| ---------------------------------- | ---------------------------------------------------------- |
| Tamino (tenor)                     | Benedikt Schack                                            |
| Papageno (baryton)                 | Emanuel Schikaneder                                        |
| Pamina (sopran)                    | Anna Gottlieb                                              |
| Królowa Nocy (sopran koloraturowy) | Josepha Hofer                                              |
| Sarastro (bas)                     | Franz Xaver Gerl                                           |
| Trzy Damy (dwa soprany i alt)      | panna Klöpfer, panna Hofmann, panna Elisabeth Schack       |
| Monostatos (tenor/baryton)         | Johann Joseph Nouseul                                      |
| Trzej Chłopcy (dwa soprany i alt)  | Anna Schikaneder; Anselm Handlgruber; Matthias Tuscher     |
| Mówca (rola mówiona)               | pan Winter                                                 |
| Kapłani (tenor, bas, rola mówiona) | Johann Michael Kistler, Urban Schikaneder, pan Moll        |
| Papagena (sopran)                  | Barbara Gerl                                               |
| Zbrojni (tenor i bas)              | Johann Michael Kistler, pan Moll                           |

## Treść[a][b]

### Wstęp (historia państwa Królowej Nocy)
Kraina rządzona przez potężną Królową Nocy wyglądała niegdyś – w czasach panowania jej męża – inaczej niż podczas akcji opery. Król tych stron posiadł wielką moc zawartą w amulecie Siedmiokrotnego Kręgu Słonecznego, stworzył także niezwykłe instrumenty – czarodziejski flet i cudowne srebrne dzwoneczki. By uchronić kraj przed żądzą władzy, którą odkrył w sercu żony, przekazał amulet swojemu przyjacielowi, arcykapłanowi Sarastrowi, przewodzącemu kapłanom w Świątyni Mądrości. Sarastro porwał i otoczył kuratelą księżniczkę Paminę, córkę przyjaciela, chcąc uchronić ją przed złym wpływem matki. Strażnikiem Paminy uczynił Maura, Monostatosa. Kapłan zdecydował się na to uprowadzenie, by rękę księżniczki oddać mężczyźnie, który podczas specjalnych prób okaże się godnym jej człowiekiem.

### Akcja opery

#### Akt I
- Nr 1, inc. Zu Hülfe! Zu Hülfe! Sonst bin ich verlohren! (według I wydania, incipit nieujęty w autografie)

Podczas łowów książę Tamino stracił z oczu swoich towarzyszy i, błąkając się wśród skał, trafił aż do państwa Królowej Nocy, gdzie napadł go ogromny wąż (introdukcja: Zu Hülfe! Zu Hülfe!). Młodzieniec nie ma już ani jednej strzały, więc rzuca się do ucieczki, ale wkrótce pada zemdlony. Ratuje go przybycie Trzech Dam, wysłannic Królowej Nocy, które, zbrojne w srebrne oszczepy, zabijają potwora (Stirb, Ungeheuer! durch uns’re Macht!). Kobiety, urzeczone urodą księcia, sprzeczają się, która z nich ma o przybyciu gościa powiadomić władczynię (Ein holder Jüngling sanft und schön). Wreszcie, nie mogąc nic ustalić i widząc, że niebezpieczeństwo zostało zażegnane, udają się do niej w trójkę.
- Nr 2, inc. Der Vogelfänger bin ich ja (według I wydania, incipit nieujęty w autografie)
- Nr 3, inc. Dies Bildnis ist bezaubernd schön (według autografu, w I wydaniu So reizend hold, so zaubrisch schön)

Po chwili Tamino odzyskuje przytomność i słyszy przyjemne dźwięki fletni Pana. To nadchodzi odziany w pierzasty strój nadworny ptasznik Papageno, którego młody książę bierze za swojego wybawiciela (arietta: Der Vogelfänger bin ich ja). Papageno, chłopak tchórzliwy, choć rezolutny, utwierdza Tamina w przekonaniu, że uratował mu życie. Tymczasem wracają Trzy Damy. Chcąc ukarać Papagena za kłamliwe przechwałki, zakładają mu na usta wielką kłódkę, a zamiast spodziewanych smakołyków dają chleb i wodę. Tamino natomiast otrzymuje od nich portret pięknej córki królowej, Paminy, w której zakochuje się od pierwszego wejrzenia (Dies Bildnis ist bezaubernd schön). Kobiety przekonują go, że Pamina została porwana przez nikczemnego czarnoksiężnika imieniem Sarastro.
- Nr 4, inc. O zittre nicht, mein lieber Sohn (w I wydaniu O zitt’re, edler Jüngling! nicht!)
- Nr 5, inc. Hm, hm, hm, hm, hm, hm! (według I wydania incipit nieujęty w autografie)

Pośród gromów i błyskawic zjawia się również sama Królowa Nocy. Błaga Tamina o pomoc (O zittre nicht, mein lieber Sohn), uważa bowiem, że tylko nieustraszony książę zdoła uratować jej córkę. Królowa wraz z Trzema Damami przestrzega Tamina przed Sarastrem, twierdząc, że będzie miał do czynienia z okrutnym demonem (kwintet: Hm, hm, hm!). Książę, zakochany w Paminie i bezgranicznie ufający słowom jej matki, postanawia natychmiast wyruszyć na wyprawę. Królowa Nocy, obiecawszy mu rękę córki, znika, a młodzieńcy otrzymują w darze zaczarowane instrumenty stworzone niegdyś przez ojca Paminy – Tamino czarodziejski flet, a Papageno magiczne dzwoneczki. Instrumenty te odmieniają ludzi smutnych, złych i nieprzychylnych w pogodnych i pomocnych, a drapieżne zwierzęta w istoty łagodne i potulne. Ptasznik boi się Sarastra i nie chce uczestniczyć w wyprawie, ale zostaje do tego przymuszony przez Trzy Damy, które zdejmują mu kłódkę z ust. Przewodnikami i obrońcami śmiałków mają być Trzej Chłopcy.
- Nr 6, inc. Du feines Täubchen, nur herein (według I wydania incipit nieujęty w autografie)
- Nr 7, inc. Bei Männern, welche Liebe fühlen (w I wydaniu Der Liebe holdes Glück empfinden)

Po długiej wędrówce Tamino i Papageno stają przed okazałym pałacem. Tutaj więziona jest Pamina, która właśnie próbowała uciec natrętnemu i lubieżnemu Maurowi Monostatosowi, pilnującemu jej z polecenia Sarastra (tercet: Du feines Täubchen, nur herein). Ścigając dziewczynę, Maur natyka się na Papagena. Obaj truchleją przerażeni swoim wyglądem. Opierzony ptasznik tłumaczy sobie czarny kolor skóry Monostatosa tym, że i ptaki w naturze mają różne barwy. Rozdzielił się niedawno z Taminem i to on pierwszy spotyka Paminę, znaną mu dotychczas tylko z portretu. Księżniczka dowiaduje się od niego o zakochanym w niej księciu i pociesza ptasznika, że on także kiedyś znajdzie miłość, swoją Papagenę (duet: Bei Männern, welche Liebe fühlen). Wkrótce udaje im się niepostrzeżenie wymknąć z pałacu.
- Nr 8, inc. Zum Ziele führt dich diese Bahn (według I wydania, incipit nieujęty w autografie)

Tamino, choć pomaga mu Trzech Chłopców, nie może odnaleźć ani Paminy, ani Papagena. Staje wreszcie przed ogromnymi wrotami wiodącymi do trzech świątyń – Mądrości, Rozumu i Natury – do których zgromadzeni kapłani wzbraniają mu wstępu (Zum Ziele führt dich diese Bahn). Rozmawia z nim tylko stary kapłan, czyli najprawdopodobniej sam Sarastro, udzielając na wszystkie pytania wymijających odpowiedzi (Wo willst du kühner Fremdling hin?). Książę dowiaduje się jedynie, że do świątyni wprowadzić go może czyjaś „przyjazna dłoń” oraz że Pamina wciąż żyje. Gdy zostaje sam, zbliżają się do niego dzikie zwierzęta, jednak z pomocą czarodziejskiego fletu udaje mu się je obłaskawić (Wie stark ist nicht dein Zauberton!). Wtedy dobiega go z oddali dźwięk srebrnych dzwoneczków Papagena, który usłyszał grę Tamina. Do ptasznika i księżniczki zbliża się pościg prowadzony przez Monostatosa (Schnelle Füsse, rascher Mut). Uciekinierom udaje się jednak uniknąć schwytania, gdyż dźwięk dzwoneczków zmusza goniących ich Maurów do tańca (Das klinget so herrlich, das klinget so schön). Tymczasem pojawia się Sarastro ze swoją świtą. Okazuje się, że nie jest demonem – jak przedstawiła go księciu Królowa Nocy – lecz potężnym i dobrotliwym arcykapłanem (Es lebe Sarastro! Sarastro lebe!). Pamina błaga go, by przebaczył jej ucieczkę, do której zmusiła ją napastliwość Maura (Herr! ich bin zwar Verbrecherinn!). Wtedy właśnie wbiega Monostatos, który nie zdołał co prawda pojmać Paminy i Papagena, ale pochwycił za to zaskoczonego Tamina i właśnie doprowadza go przed oblicze arcykapłana. Za brutalność wobec księżniczki Maur, ku swojemu zdumieniu, zostaje ukarany. Tamino i Pamina witają się w uniesieniu, ale Sarastro zapowiada, że czekają ich teraz w świątyni ciężkie próby. Wszyscy zgromadzeni sławią sprawiedliwość swojego władcy (Wenn Tugend und Gerechtigkeit).

#### Akt II
- Nr 9 – w tekście I wydania Marcia (Marsz kapłański)
- Nr 10, inc. O Isis und Osiris schenket (dla II aktu brak tekstu incipitów w autografie)

Kapłani Siedmiokrotnego Kręgu Słonecznego zbierają się na naradę, która ma przesądzić o dalszych losach zakochanych. Obradom przewodniczy Sarastro. Podkreśla, że trzeba połączyć Tamina z Paminą, żeby obalić potęgę Królowej Nocy. Zgromadzeni zastanawiają się, czy Tamino jest godny podjęcia prób i czy im podoła. Wyrażają także przekonanie, że jako książę wyjdzie z nich zwycięsko. Arcykapłan natomiast zwraca uwagę nie tyle na szlachetne pochodzenie Tamina, ile na jego człowieczeństwo. Prosi też bóstwa – Izydę i Ozyrysa – o wsparcie dla młodej pary (O Isis und Osiris schenket).
- Nr 11, inc. Bewahret euch vor Weiber=Tücken (Weibertücken, tak w tekście)
- Nr 12, inc. Wie? Wie? Wie?

Postanowienia kapłanów zostają przekazane Taminowi, którego wspierać ma Papageno. Zostaną oni poddani wielu próbom, w których muszą zachować milczenie, zwłaszcza w kontaktach z kobietami (duet: Bewahret euch vor Weiber=Tücken). Nie wydaje się to specjalnie trudne, ale tchórzliwy i gadatliwy ptasznik mimo wszystko wolałby uniknąć podobnych doświadczeń. Przekonuje go jedynie możliwość poznania idealnej dla niego wybranki, Papageny, oraz autorytet Tamina. Tymczasem do świątyni wdarły się Trzy Damy, które raz jeszcze przestrzegają księcia i jego towarzysza przed kapłanami (kwintet: Wie? Wie? Wie?). Papageno próbuje wdać się z nimi w rozmowę, za co zostaje skarcony przez Tamina, a także nadchodzących kapłanów, których powrót płoszy niewiasty.
- Nr 13, inc. Alles fühlt der Liebe Freuden
- Nr 14, inc. Der Hölle Rache kocht in meinem Herzen

Monostatos, którego zaloty Pamina odrzuciła po raz kolejny, znów w pokraczny sposób próbuje się do niej zbliżyć (Alles fühlt der Liebe Freuden). Tym razem księżniczkę ratuje nagłe przybycie Królowej Nocy. Władczyni, rozwścieczona porozumieniem Tamina z Sarastrem, odkrywa swoje prawdziwe oblicze. To ona, pragnąc zemsty, okazuje się wcieleniem groźnych, złowieszczych potęg. Próbuje namówić córkę, by zabiła kapłana i odebrała mu symbol jego władzy – amulet Siedmiokrotnego Kręgu Słonecznego. Wręcza dziewczynie sztylet i przysięga, że jeśli ta nie będzie jej posłuszna, przeklnie ją i odtrąci (Der Hölle Rache kocht in meinem Herzen). Pamina, przerażona rozkazem matki, nawet przez chwilę nie dopuszcza do siebie myśli o tak ohydnej zbrodni. Jednak wzgardzony Monostatos, który podsłuchał dramatyczną rozmowę, nie szczędzi jej pogróżek.
- Nr 15, inc. In diesen heil’gen Hallen
- Nr 16, inc. Seyd uns zum zweitenmal willkommen

Sarastro, rozgniewany zachowaniem Maura, wypędza go ze świątyni, Paminę zaś zapewnia, że wie o planowanym zamachu na swoje życie, jednak wierzy w jej dobre intencje. Podkreśla zasadę szacunku wobec każdego człowieka i podkreśla, że nawet do Królowej Nocy nie żywi urazy (In diesen heil’gen Hallen). Poddany próbom Tamino stara się zrobić wszystko, by zyskać rękę swojej wybranki, natomiast towarzyski ptasznik, wbrew nakazom milczenia, nieustannie szuka okazji do pogaduszek. Wkrótce wdaje się w rozmowę z właśnie przybyłą dziwną i brzydką staruchą. Ta częstuje go wodą i znienacka oświadcza, że jest młodą dziewczyną, a jej ukochany ma na imię Papageno, po czym zapada się pod ziemię. Wtedy huk piorunów przypomina lekkomyślnemu ptasznikowi o podjętym zobowiązaniu. Na szczęście pojawiają się Trzej Chłopcy, którzy z woli Sarastra przynoszą wybrańcom suty posiłek (tercet: Seyd uns zum zweitenmal willkommen). Zwracają im także czarodziejski flet i magiczne dzwoneczki.
- Nr 17, inc. Ach ich fühl’s, es ist verschwunden
- Nr 18, inc. O Isis! und Osiris! welche Wonne!
- Nr 19, inc. Soll ich dich, Theurer! nicht mehr sehn?

Pamina pogrąża się w coraz głębszej rozterce, gdyż Tamino uparcie milczy, co ona uważa za oznakę obojętności. Zrozpaczona dziewczyna w żaden sposób nie potrafi sobie wytłumaczyć zachowania ukochanego (Ach ich fühl’s, es ist verschwunden). Sarastro tymczasem wzywa Tamina na kolejną trudną próbę, podczas gdy chór opiewa wschód słońca (O Isis! und Osiris! welche Wonne!). Książę musi teraz na zawsze pożegnać się z Paminą, sądząc, że ich rozłąka jest już ostateczna (tercet: Soll ich dich, Theurer! nicht mehr sehn?). I tę próbę Tamino przechodzi zwycięsko.
- Nr 20, inc. Ein Mädchen oder Weibchen

Wyzwania, które nie złamały księcia, okazały się jednak zbyt wyczerpujące dla jego towarzysza. Papageno, błądząc w mroku, spotyka wreszcie jednego z kapłanów świątyni wiedzy, z którego ust dowiaduje się, że nie dostąpi wtajemniczenia. Prostolinijnemu chłopcu i tak jest to zupełnie obojętne. Żeby odetchnąć po przykrych przejściach, prosi tylko o szklanicę wina i pod wpływem napitku znów zaczyna marzyć o jakiejś ślicznej dziewczynie (Ein Mädchen oder Weibchen). Wtedy powraca starucha, która wcześniej częstowała go wodą. Ma dla niego pozornie złe wieści: Papageno musi albo przysiąc jej wierność, albo do końca swoich dni pozostać sam, żyjąc o chlebie i wodzie. Chłopak składa przysięgę, liczy jednak po cichu, że w przyszłości trafi mu się ładniejsza kobieta. Nagle czar przestaje działać i starucha okazuje się piękną Papageną, która idealnie pasuje do zaskoczonego ptasznika. Niestety, przewinienia Papagena są tak duże, że kapłani znów rozdzielają parę.
- Nr 21, inc. Bald prangt den Morgen zu verkünden

Pogrążona w bólu Pamina postanawia popełnić samobójstwo, zwracając przeciwko sobie sztylet, który dostała od matki. Od desperackiego kroku odwodzą ją Trzej Chłopcy, w samą porę nadlatujący czarodziejską machiną. Przekonują księżniczkę, że ukochany o niej nie zapomniał, ale czeka go jeszcze jedna próba, próba żywiołów (Bald prangt den Morgen zu verkünden). Zbrojni doprowadzają Tamina przed dwie straszne jaskinie: w jednej grzmi wodospad, z drugiej wydobywają się płomienie (Der welcher wandert diese Strasse voll Beschwerden). Tamino pragnie przejść te próby razem z księżniczką i jego prośba zostaje spełniona (Tamino mein! o welch ein Glück!). Przy dźwiękach czarodziejskiego fletu zakochani pokonują żywioły (Triumph! Triumph! du edles Paar!). W tym czasie przygnębiony ptasznik nadal bezskutecznie szuka swojej wybranki (Papagena, Papagena, Papagena). Pogodny zwykle chłopak ma dosyć niepowodzeń i postanawia się powiesić. Wtedy znów pojawiają się Trzej Chłopcy, którzy przypominają nieszczęśnikowi o srebrnych dzwoneczkach. Przywołana ich dźwiękiem nadchodzi Papagena, już piękna i młoda. Razem marzą o radosnej przyszłości w otoczeniu gromadki dzieci (Pa-Pa-Pa-Pa-Pa-Papagena, Pa-Pa-Pa-Pa-Pa-Papageno). Jeszcze tylko nieprzejednana Królowa Nocy wraz z Trzema Damami i zdradzieckim Monostatosem próbuje wedrzeć się do świątyni, żeby zabić Sarastra (Nur stille, stille, stille, stille). Potęga arcykapłana obraca jednak wniwecz zamysły spiskowców, a oni sami pogrążają się na wieki w świecie ciemności. Sarastro wprowadza teraz Paminę i Tamina do świątynnego kręgu wtajemniczonych. Światło, mądrość, piękno, dobro, a przede wszystkim miłość ostatecznie triumfują pokonując wszelkie zło (Die Strahlen der Sonne vertreiben die Nacht).

## Geneza i inscenizacje

### Okoliczności powstania opery

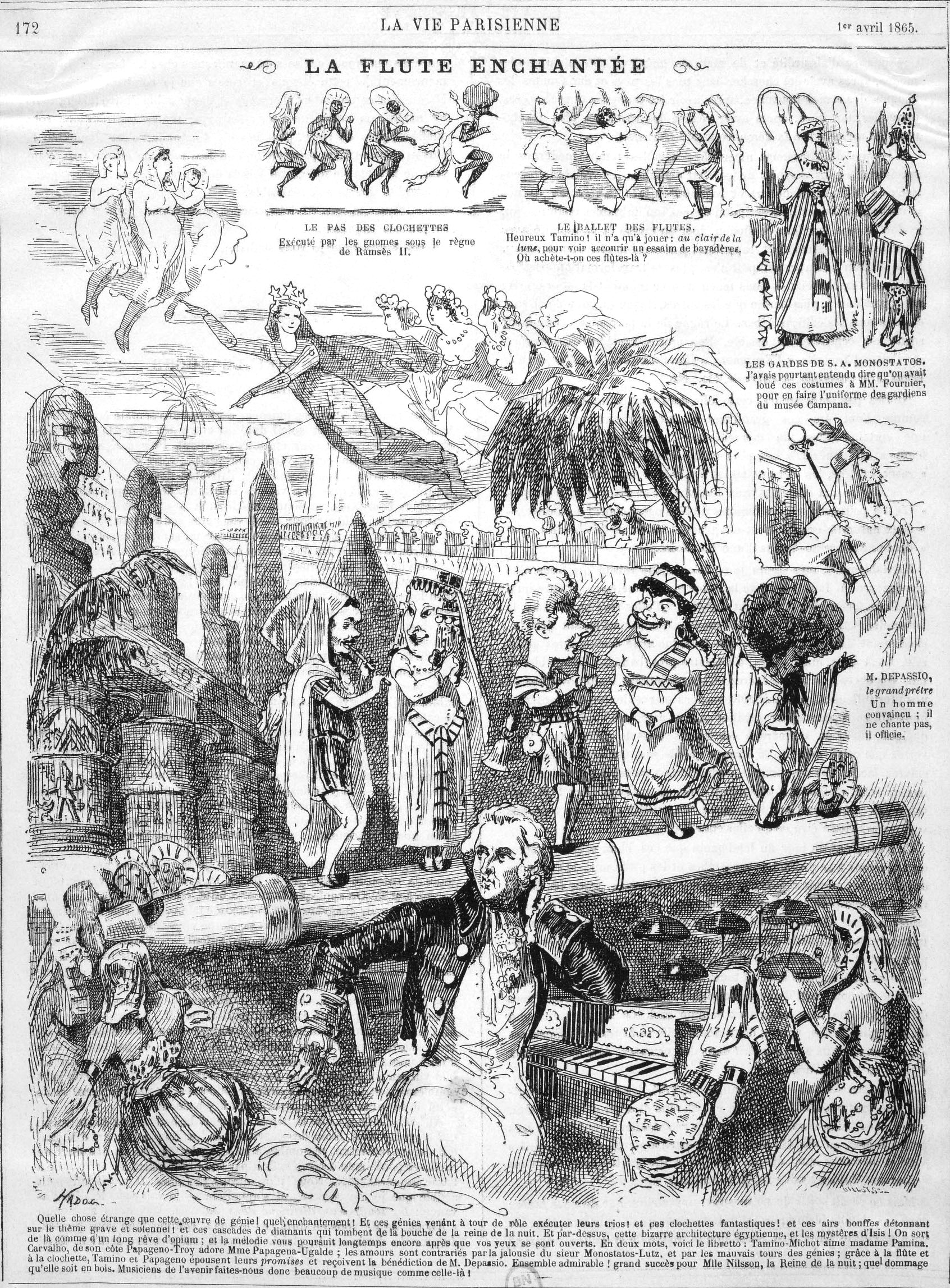
Prasowa ilustracja paryskiej premiery, 1865

Czarodziejski flet został skomponowany w roku 1791. Napisanie nowego dzieła zaproponował Mozartowi jego przyjaciel, aktor i impresario, Emanuel Schikaneder. Wcześniej Mozart przyłożył rękę do kilku wystawianych w jego teatrze utworów zbiorowych, zatem dobrze znał zarówno trupę, jak i publiczność. Impresario we własnym interesie zapewnił mu świetne warunki. W ogrodzie teatru postawił nawet „domek dla kompozytora” i dostarczał twórcy różnych przyjemności. Prace nad partyturą przerwało komponowanie Łaskawości Tytusa, opery przygotowanej na zamówienie dworu cesarskiego z okazji koronacji Leopolda II Habsburga na króla Czech. Prapremiera Czarodziejskiego fletu odbyła się 30 września 1791 roku w Theater auf der Wieden, zwanym teatrem Schikanedera. Odtąd ten singspiel zaczął święcić triumfy w Europie, a wkrótce także na całym świecie. Sam Schikaneder świętował setne przedstawienie na deskach swojego teatru już w roku 1792, dwusetne natomiast w roku 1795. Antonio Salieri, obejrzawszy jedno z pierwszych przedstawień, ocenił tę operę jako „dzieło godne największych monarchów”. Ogromne powodzenie spektaklu oznaczało także bardzo duże dochody dla autorów. Na sukcesie skorzystał jednak już tylko Schikaneder. Mozart zmarł 9 tygodni po premierze.
Czarodziejski flet bywa często interpretowany jako masońska przypowieść pełna głębokich humanistycznych wartości. Krytycy zwracają uwagę na wyraźne nawiązania do symboliki wolnomularskiej, podkreślając fakt, że Mozart i Schikaneder byli masonami i zasiadali w jednej loży. Kompozytora wprowadził do niej znany austriacki mineralog i metalurg, wielki mistrz Ignaz von Born, na którym zapewne wzorowano postać Sarastra. W libretcie głoszono pochwałę braterstwa i zadeklarowano, zgodnie z hasłami rewolucji francuskiej, że pozycję człowieka w społeczeństwie powinny wyznaczać zasługi, a nie urodzenie. Również próby, przez które przechodzi Tamino, przypominały rytuał przyjmowania nowych członków loży. Ważna była także, jako symbol objawionej boskości, liczba 3, której masoni przypisywali szczególne znaczenie. Stąd wzięły się w operze trzy akordy blachy rozpoczynające uwerturę, odpowiadające trzem uderzeniom wymierzanym przez wielkiego mistrza podczas ceremonii pasowania na członka loży, a także Trzy Damy, Trzej Chłopcy, trzy bramy świątyni i trzy próby przekroczenia ich progu, trzy instrumenty (flet, dzwoneczki, fletnia Pana) oraz trzy pytania stawiane przez kapłanów Sarastra. Z czasem niektórzy badacze zaczęli się doszukiwać odniesień do wolnomularstwa nawet w tych elementach opery, które nie miały z nim nic wspólnego. Uważano chociażby, że czarna skóra Monostatosa jest aluzją do koloru sutann jezuitów, zdecydowanych przeciwników masonerii.
Schikaneder starał się opracować libretto w taki sposób, by zadowolić niezbyt wyrobioną publiczność z wiedeńskich przedmieść. W związku z tym ukazał na scenie wiele niezwykłych wydarzeń, dzięki którym mógł popisać się sprawnością teatralnej maszynerii, zawierającej nawet latającą machinę. W tekście pisanym prostym językiem uwzględnił fantastyczną scenerię pomysłu Gayla i Messthalera, potwory, dzikie zwierzęta, barwne kostiumy, zaskakujące zwroty akcji i rubaszny dowcip. Nowe wyposażenie teatru okazało się niezwykle kosztowne: na elementy techniczne właściciel wydał ponad 5000 guldenów. Przygotowując spektakl, Schikaneder skrócił głębię sceny z pomocą prospektu, który ułatwiał szybką zmianę dekoracji. Poza tym, idąc za upodobaniami widzów, wprowadził wiele elementów egzotycznych. We wskazówkach reżyserskich Tamino jest opisany jako „japoński książę”, Pamina przebywa u Sarastra „w pełnej przepychu egipskiej komnacie”, a spotkanie kapłanów odbywa się w palmowym gaju.

### Ważniejsze premiery

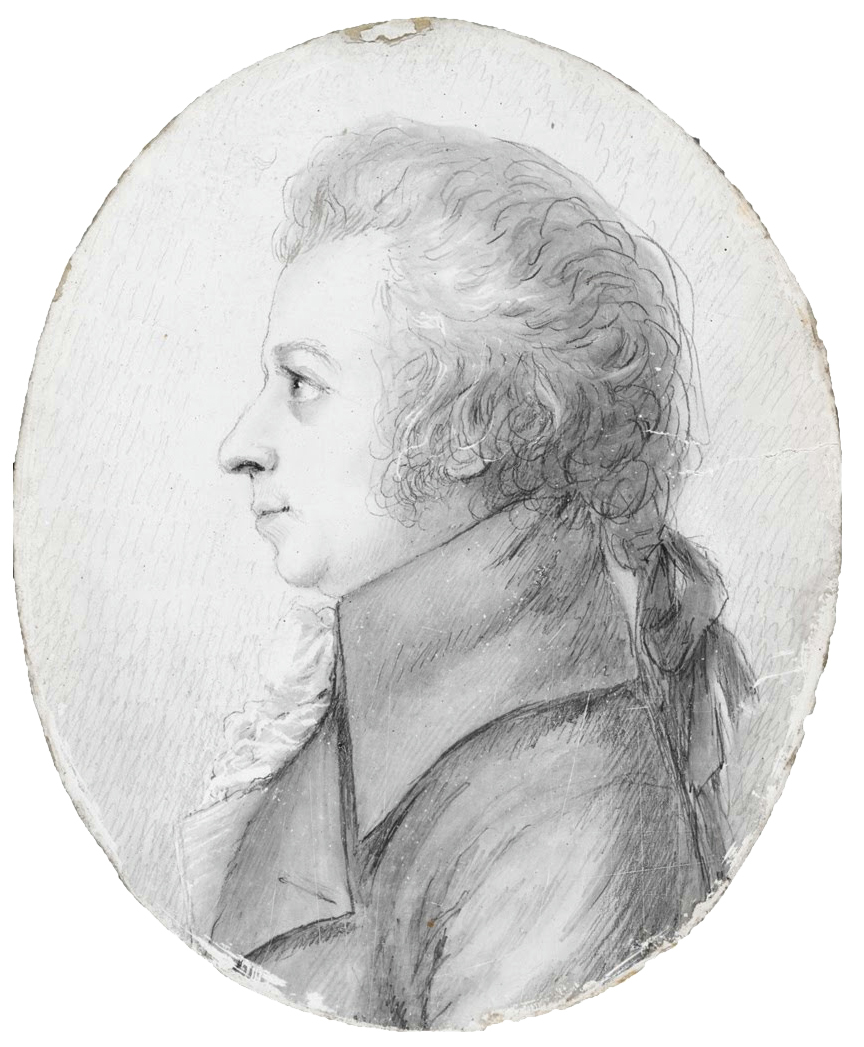
Doris Stock Portret Mozarta, 1789

- 1792 – Praga i kilkanaście innych miast
- 1793 – Warszawa (oryginalna wersja językowa)
- 1801 – Paryż (Les Mystères d’Isis – Tajemnice Izydy)
- 1802 – Warszawa (Flet czarnoksięski, czyli tajemnice Izys w przekładzie Wojciecha Bogusławskiego występującego często, podobnie jak Schikaneder, jako Papageno)
- 1816 – Mediolan
- 1833 – Nowy Jork
- 1851 – Londyn, Covent Garden
- 1865 – Paryż (oryginalna wersja językowa)
- 1900 – Nowy Jork, Metropolitan Opera
- 1928 – festiwal w Salzburgu[1]

Czarodziejski flet na scenach całego świata prowadzili niemal wszyscy najwybitniejsi dyrygenci, między innymi: Karl Böhm, Bruno Walter, Arturo Toscanini, Wilhelm Furtwängler, Herbert von Karajan, Thomas Beecham, Erich Kleiber i Georg Solti.

## Warstwa słowna

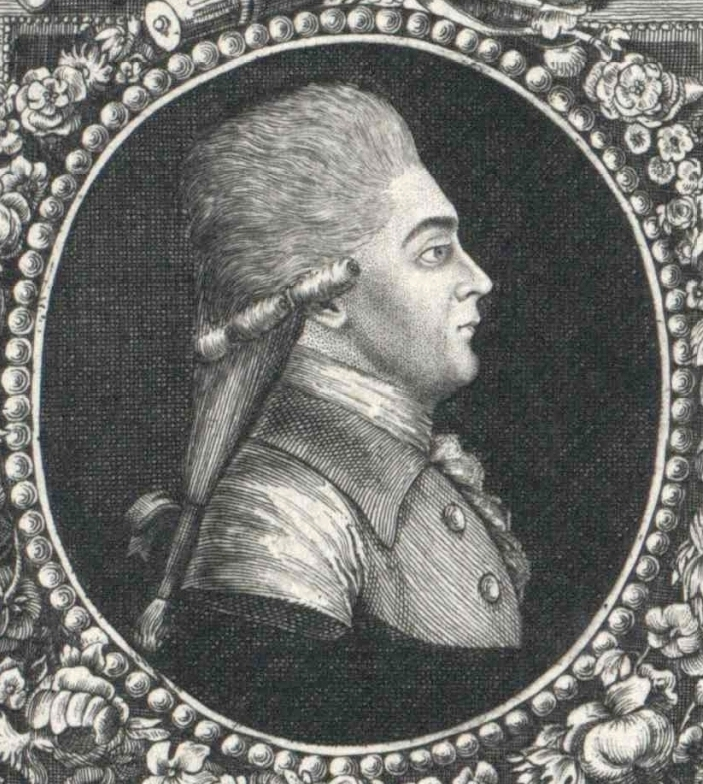
Emanuel Schikaneder

Odczytanie Czarodziejskiego fletu przede wszystkim w duchu masońskim jest tylko jedną z możliwych interpretacji. Schikaneder, pisząc libretto, czerpał z wielu różnych źródeł, wśród których były: Lulu oder die Zauberflöte (Lulu albo czarodziejski flet) Wielanda ze zbioru baśni perskich Djinnistan, romans rycerski Iwajn Chrétiena de Troyes, opera Oberon Wranitzky’ego z librettem Gieseckego, powieść Sethos Jeana Terrassona o tematyce egipskiej, przełożona na niemiecki przez Matthiasa Claudiusa, Sekrety masonerii von Borna oraz, prawdopodobnie, szeroko wtedy znane komedie Carla Gozziego.
Początkowo część badaczy uważała, że Mozart i Schikaneder zamierzali zaprezentować zupełnie inną historię, ale pod wpływem opery Wenzla Müllera Kaspar der Fagottist oder die Zauberzither (Kaspar Fagocista albo czarodziejska cytra) wystawionej u Karla von Marinellego w Leopoldstädter Theater, zmienili koncepcję całego tekstu i ukazali bohaterów pozytywnych jako negatywnych. Hipoteza ta, dzisiaj zarzucona, tłumaczyła, dlaczego zła Królowa Nocy obdarza protagonistów cudownymi instrumentami i powierza opiece dobrych Trzech Chłopców oraz dlaczego podstępny Monostatos służy łagodnemu Sarastrowi. Obecnie sądzi się jednak, że charakter każdej postaci był jasno określony od początku prac, a Schikaneder nie sugerował się wystawianymi w tym czasie w Wiedniu podobnymi utworami. Chociaż libretto powszechnie uznano za słabe zarówno od strony dramaturgicznej, jak i literackiej, to zdaniem melomanów i najważniejszych krytyków muzycznych jego mankamenty nie przeszkodziły Mozartowi w stworzeniu dzieła wybitnego. Tylko nieliczni badacze twierdzili, że dramaturgia utworu jest mistrzowska. Niektórzy z nich sugerowali nawet, że jego autorem mógł być Carl Ludwig Giesecke, który rzeczywiście, już po śmierci Schikanedera, pretendował do tego miana na przełomie roku 1818 i 1819. Dla Mozarta Czarodziejski flet był dopiero trzecią, po Bastienie i Bastienne oraz Uprowadzeniu z seraju i nie licząc niedokończonej Zaidy, operą pisaną do niemieckiego tekstu.

## Warstwa muzyczna
O wartości i niesłabnącym powodzeniu Czarodziejskiego fletu decyduje głównie jego urozmaicona warstwa muzyczna. Mozart wykorzystał w operze motyw ludowej piosenki, wirtuozerskie dwuczęściowe arie z recytatywem, arie jednoczęściowe, wzniosłe chóry, protestancki chorał z kunsztowną kontrapunktyczną figuracją oraz rozbudowane finały. Wielość stylów i środków tworzy jednak w tym wypadku doskonałą harmonię podziwianą nie tylko przez miłośników teatru, ale również przez fachowych krytyków. Uważa się, że mistrzostwo Mozarta jest widoczne już w samej uwerturze, z podkreśloną rolą instrumentów dętych, w której skomplikowane konstrukcje polifoniczne rozwijają się z niezwykłą prostotą, nawiązując przy tym swoim głównym tematem do sonaty B-dur op. 24 nr 2, cz. I Muzia Clementiego.
Mozart używając całej gamy środków muzycznych, nakreślił całkowicie odrębny charakter każdej postaci. Papagenowi już w jego pierwszym wejściu przypisana jest wesoła, skoczna piosenka, do której przygrywa sobie na fletni Pana. Natomiast Tamino uchodzi za jedną z najsubtelniejszych partii tenorowych, porównywaną z równie finezyjnymi partiami w dorobku Bacha i Wagnera. Przeznaczone dla niego arie i duety mają charakter podniosły, a tym samym wyraźnie różny od popisów prostego Papagena, z którym miała się identyfikować plebejska publiczność teatru Schikanedera. Równie żartobliwy charakter ma także partia złego Monostatosa, podobnie jak Papageno wywodzącego się z nizin społecznych. Szczególnie silne wydaje się skontrastowanie Sarastra, jednego z najniższych u Mozarta basów, i Królowej Nocy, śpiewającej jednym z najwyższych sopranów w całej literaturze operowej. Już podczas swojego pierwszego wystąpienia władczyni wykonuje dynamiczną arię, w której osiąga górne F. W jej drugiej arii są aż cztery takie dźwięki. Wynika z tego, że możliwości wokalne szwagierki kompozytora, Josefy Hofer, śpiewającej tę partię na przedstawieniu prapremierowym i później przez ponad 10 lat, były równie imponujące jak możliwości jej siostry Aloysii Lange. Dla odmiany Sarastro, w swoich tradycyjnych ariach zwrotkowych, prezentuje się zawsze jako postać spokojna, godna i majestatyczna, choć zdolna do bezwzględnej surowości. W spektaklu Schikanedera tę partię wykonywał Franz Xaver Gerl, którego żona Barbara wcieliła się w postać Papageny. Mozart, zaprzyjaźniony z Gerlem, skomponował dla niego również popularną arię koncertową Per questa bella mano (KV 612). Wysoko oceniono występ Benedikta Schacka jako Tamina. Pierwszą Paminą była Anna Gottlieb, która podczas prapremiery Wesela Figara jako dziecko wykonywała epizodyczną partię Barbariny.
Muzyka, oprócz kontrastów, podkreśla także zgodność charakterów, jak w przypadku Paminy i Tamina oraz Papagena i Papageny. Wbrew pozorom dopasowanymi charakterami są także Pamina i Papageno, którzy podczas spotkania, nie będąc sobie przeznaczeni, sławią potęgę miłości w ogóle i szczere pragnienia tkwiące w człowieku niezależnie od jego statusu społecznego. Charakterystycznym motywem jest w operze dźwięk czarodziejskich dzwonków, które rozbrzmiewają zarówno w czasie zatrzymania pościgu Maura, jak i w dwóch kluczowych dla Papagena momentach aktu drugiego. Trzem Chłopcom, traktowanym jako bohater zbiorowy, towarzyszy muzyka uroczysta, typowa także dla wszystkich fragmentów chóralnych.
Czarodziejski flet jest czymś więcej niż tylko typowym niemieckim singspielem. Nawiązuje również, w scenie rozmowy Tamina z Kapłanem, do florentyńskiego parlar cantando i wyznacza drogę rozwoju takich mistrzów jak Giuseppe Verdi, Modest Musorgski i Richard Wagner. To właśnie Wagner twierdził, że do czasu powstania tego dzieła niemiecka opera praktycznie nie istniała. Zachwycał się przy tym jego wieloznacznością i różnorodnością oraz magią, która przenika całą partyturę, od najprostszej piosenki po podniosły hymn.

## Czarodziejski fletjako źródło inspiracji

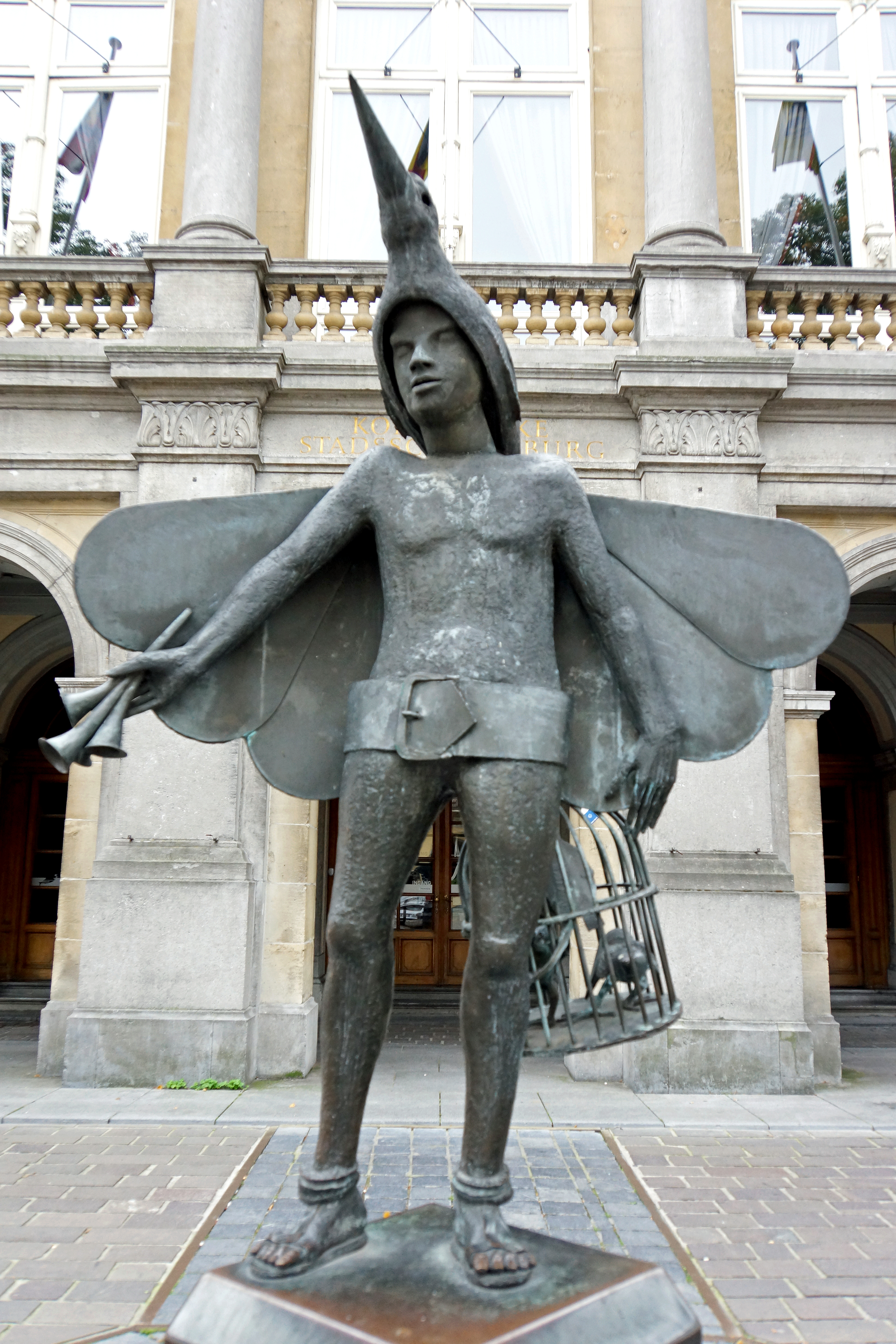
Papageno, rzeźba przed wejściem do Teatru Miejskiego w Brugii

Dzieło Mozarta zainspirowało wielu kompozytorów, których nazwiska zapisały się w historii muzyki. Peter von Winter w roku 1798 skomponował dwuaktową operę komiczną Das Labyrinth oder Der Kampf mit den Elementen. Der Zauberflöte zweyter Theil (Labirynt albo walka z żywiołami. Czarodziejskiego fletu część druga), której libretto, również autorstwa Schikanedera, ukazuje dalsze losy bohaterów pierwowzoru. Ludwig van Beethoven wykorzystał poszczególne arie, by stworzyć wariacje na wiolonczelę i fortepian: 12 wariacji F-dur na temat arii  Ein Mädchen oder Weibchen (op. 66) oraz 7 wariacji Es-dur na temat arii Bei Männern, welche Liebe fühlen (op. 46). Z kolei wariacje gitarowe na motywach Czarodziejskiego fletu (op. 276, nr 30) skomponował Ferdinando Carulli. Spośród czternastu cyklów wariacji Fernanda Sora Variations on a Theme of Mozart (op. 9), wydanych w Londynie około roku 1821, sześć zostało opartych na ariach z Czarodziejskiego fletu.
Różne aspekty tej opery stały się przedmiotem analizy cenionych filozofów, między innymi Wilhelma Diltheya (Mozart: Figaro. Don Juan. Die Zauberflöte) i Ernesta Blocha (Die Zauberflöte und Symbole von heute). Zafascynowany operą Mozarta Johann Wolfgang von Goethe próbował napisać własne libretto na motywach Czarodziejskiego fletu, ale zrezygnował, nie znalazłszy chętnego kompozytora. Niedokończony tekst opublikował w roku 1802, a następnie włączył go do swoich dzieł zebranych. Treść opery zainspirowała również Marion Zimmer Bradley, która w powieści Night’s Daughter (1985) wykorzystała jej główne wątki.
Postać Papagena wyrzeźbiona przez Jefa Claerhouta stanęła przed wejściem do Teatru Miejskiego (Stadsschouwburg) w Brugii. Operę upamiętnia również fontanna na wiedeńskim placu Mozarta zwana Fontanną Mozarta lub Fontanną Czarodziejskiego fletu, przedstawiająca Paminę i Tamina.
Do historii kina przeszła śpiewana po szwedzku ekranizacja Ingmara Bergmana z 1975 roku. Opera Mozarta została tu pokazana w konwencji sfilmowanego spektaklu, któremu w osiemnastowiecznej sali teatralnej przyglądają się wraz z widzami sam reżyser, operator Sven Nykvist oraz aktorzy Ingrid Bergman i Erland Josephson.

## Wybrane nagrania

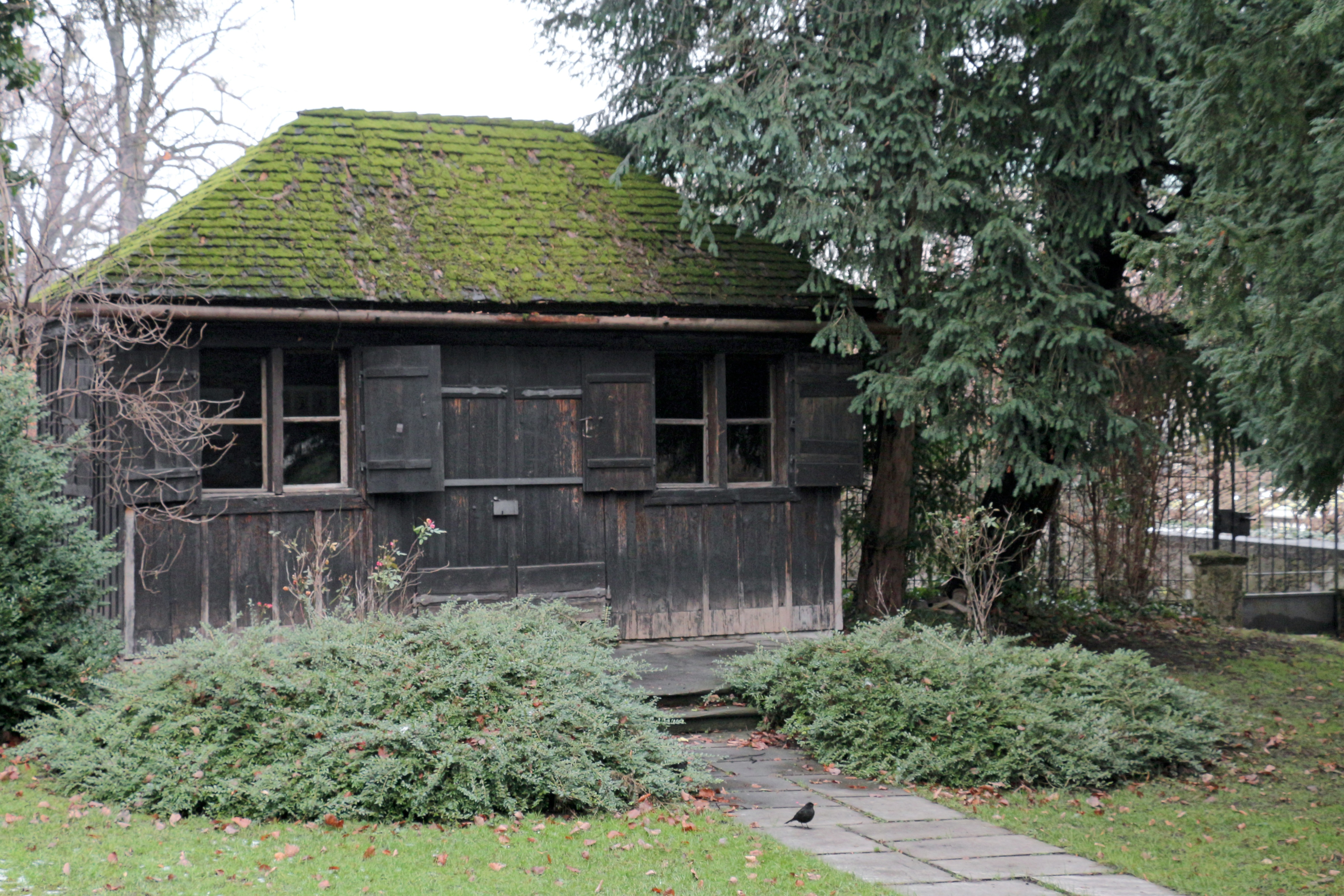
Domek, w którym Mozart skomponował Czarodziejski flet, obecnie eksponat Mozarteum w Salzburgu

- 1937 – Arturo Toscanini, Wiener Philharmoniker; Alexander Kipnis (Sarastro), Helge Rosvaenge (Tamino), Julie Osváth (Królowa Nocy), Jarmila Novotná (Pamina), Willi Domgraf-Fassbaender (Papageno), Dora Komarek (Papagena); Naxos
- 1937-1938 – Thomas Beecham, Berliner Philharmoniker; Wilhelm Strienz (Sarastro), Helge Rosvaenge (Tamino), Erna Berger (Królowa Nocy), Tiana Lemnitz (Pamina), Gerhard Hüsch (Papageno), Irma Beilke (Papagena); EMI
- 1954 – Ferenc Fricsay, RIAS-Symphonie-Orchester; Josef Greindl (Sarastro), Ernst Haefliger (Tamino), Rita Streich (Królowa Nocy), Maria Stader (Pamina), Dietrich Fischer-Dieskau (Papageno), Lisa Otto (Papagena); Deutsche Grammophon
- 1955 – Karl Böhm, Wiener Philharmoniker; Kurt Böhme (Sarastro), Léopold Simoneau (Tamino), Wilma Lipp (Królowa Nocy), Hilde Güden (Pamina), Walter Berry (Papageno); Decca
- 1955 – Vittorio Gui, Orchester der Wiener Staatsoper; Boris Christow (Sarastro), Juan Oncina (Tamino), Mimi Coertse (Królowa Nocy), Sena Jurinac (Pamina), Giuseppe Taddei (Papageno); House of Opera
- 1963 – Otto Klemperer, Philharmonia Orchestra; Gottlob Frick (Sarastro), Nicolai Gedda (Tamino), Lucia Popp (Królowa Nocy), Gundula Janowitz (Pamina), Walter Berry (Papageno), Ruth-Margret Pütz (Papagena); EMI
- 1964 – Karl Böhm, Berliner Philharmoniker; Franz Crass (Sarastro), Fritz Wunderlich (Tamino), Roberta Peters (Królowa Nocy), Evelyn Lear (Pamina), Dietrich Fischer-Dieskau (Papageno), Lisa Otto (Papagena); Deutsche Grammophon
- 1969 – Georg Solti, Wiener Philharmoniker; Martti Talvela (Sarastro), Stuart Burrows (Tamino), Cristina Deutekom (Królowa Nocy), Pilar Lorengar (Pamina), Hermann Prey (Papageno), Renate Holm (Papagena); Decca
- 1988 – Nikolaus Harnoncourt, Opernhaus Zürich; Matti Salminen (Sarastro), Hans-Peter Blochwitz (Tamino), Edita Gruberová (Królowa Nocy), Barbara Bonney (Pamina), Anton Scharinger (Papageno); Teldec
- 1991 – Roger Norrington, The London Classical Players; Cornelius Hauptman (Sarastro), Anthony Rolfe Johnson (Tamino), Beverly Hoch (Królowa Nocy), Dawn Upshaw (Pamina), Andreas Schmidt (Papageno), Catherine Pierard (Papagena); EMI Classics
- 2005 – Claudio Abbado, Mahler Chamber Orchestra; René Pape (Sarastro), Christoph Strehl (Tamino), Erika Miklósa (Królowa Nocy), Dorothea Röschmann (Pamina), Hanno Müller-Brachmann (Papageno); Deutsche Grammophon[1][26][27][28].